# Clã Boyle
O Clã Boyle é um clã escocês da região das Terras Baixas do distrito de North Ayrshire, Escócia.
O atual chefe é Patrick Robin Archibald Boyle, 10º Conde de Glasgow.